# 수잔 월터스
수전 월터스(Susan Walters, 1963년 9월 28일 ~ )는 미국의  배우, 모델이다.
애틀랜타에서 태어났다.

## 출연 작품
- 버지니아 미네소타 (2017년)
- 킬 더 메신저 (2014년)
- 블러드 두 사인 마이 네임 (2010년)
- 스플리트 디시전 (2006년)
- 게일 포스 (2002년)
- 점핑 쉽 (2001년)
- 에이리언 몬스터 (1998년)
- 지나의 자유시대 (1994년)
- 영혼의 사랑 (1991년)
- 사인필드 (1990년)
- FBI 기동 타격대 2 (1990년)
- 환각특급 (1967년)

### 텔레비전
- 호텔 (1987-8, Hotel)
- 멜로즈 플레이스 (1998)
- 더 영 앤 더 레스트리스 (2001-04, 2010, 2022-현재)
- 포인트 플레전트 (2005-06, Point Pleasant)
- 원 트리 힐 (2009)
- 뱀파이어 다이어리 (2009-12)